# Molí de Masvidal
El Molí de Masvidal és una obra de Viladrau (Osona) inclosa a l'Inventari del Patrimoni Arquitectònic de Catalunya.

## Descripció
Edifici civil. Molí fariner situat a la riba dreta de la Riera Major a l'altra banda de la carretera, i a prop de Masvidal, de planta rectangular (8x12), i cobert a dues vessants amb el carener perpendicular a la façana, situada a ponent, consta de planta i dos pisos, en el sector NE hi ha adossat un conjunt de cossos que conformen l'espai ocupat per una gran bassa amb canal d'entrada procedent de la Riera. La façana principal presenta un portal d'arc rebaixat i una finestra a la planta, un balcó i una finestra al primer pis, i el mateix al segon, els montants del portal i l'escaire SO fins al primer pis són de gres vermell molt ben treballat, amb dates i inscripcions. La façana S presenta quatre finestres a la planta, al primer pis i al segon, a mig mur s'observa la sortida del carcabà. La façana E només presenta una finestreta a cada planta. A l'interior encara hi ha la maquinària que fins fa uns deu anys s'utilitzava per a produir electricitat per les masies dels voltants. Actualment l'aigua de la bassa es vessa per una escletxa i passa per davant del portal de la casa cap al riu. Sembla que la volen derruir.

## Història
Molí relacionat amb l'antic mas Masvidal, el qual probablement formava part dels 82 masos que existien en el municipi pels volts de 1340, segons consta en els documents de l'època. El trobem registrat en els fogatges de la "Parròquia i terme de Viladrau fogajat a 6 de octubre 1553 per Joan Masmiguell balle com apar en cartes 230", juntament amb altres 32 que continuaven habitats després del període de pestes, on consta un tal "Montserrat Puig alias Masvidall". Els actuals propietaris del mas mantenen la cognominació d'origen.